# Insuficiència respiratòria

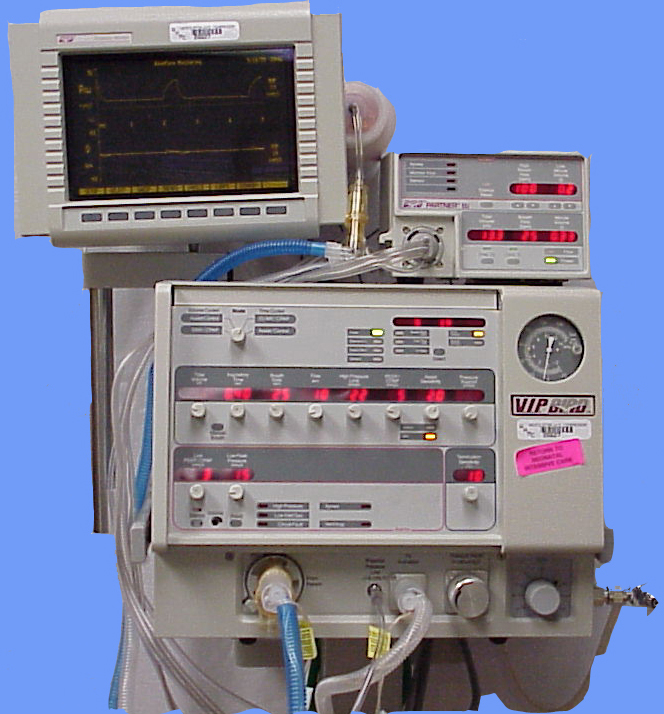
Ventilador mecànic

La insuficiència respiratòria és una disminució de la pressió parcial d'oxigen (PaO₂), mitjançant la sang arterial, per sota de 60 mm Hg (10,6 kPa) a nivell del mar, adequats per les demandes del metabolisme cel·lular.
La disminució de l'oxigen transportat en la sang es coneix com l'hipoxèmia; un augment dels nivells arterials de diòxid de carboni es denomina hipercàpnia. La insuficiència respiratòria es classifica en funció de si existeix un nivell elevat de diòxid de carboni, i pot ser aguda o crònica. En els assajos clínics, la definició d'insuficiència respiratòria sol incloure augment de la freqüència respiratòria, gasos sanguinis anormals (hipoxèmia, hipercàpnia o totes dues) i evidència d'augment del treball respiratori. La insuficiència respiratòria provoca una alteració de l'estat mental a causa d'isquèmia cerebral.
Els valors de referència típics de pressió parcial són de O
2 superior a 80 mmHg (11 kPa) i de CO2 inferior a 45 mmHg (6,0 kPa).

## Concepte
La insuficiència respiratòria aguda és la incapacitat del sistema respiratori de complir la seva funció bàsica, que és l'intercanvi gasós d'oxigen i diòxid de carboni entre l'aire ambiental i la sang circulant, fet que culmina a la fallada del metabolisme cel·lular de l'organisme.
D'acord amb la seva capçalera mèdica, es defineix com: «Fallada per proveir adequadament d'oxigen a les cèl·lules del cos i remoure l'excés de diòxid de carboni del mateix. (Stedman, 25a. ed)» (Terme MeSH per a Insuficiència respiratòria).
En termes mèdics, la insuficiència respiratòria es defineix com la presència d'una hipoxèmia arterial (PaO₂ menor a 60 mmHg) en repòs, a nivell del mar i respirant aire ambiental . Aquest criteri pot acompanyar-se de hipercàpnia (PaCO₂ major de 45 mmHg). Per a fins pràctics, es pot entendre que una saturació d'oxigen entre 90 i 95 equivalen a una PaO₂ de 60 i 80 mmHg.

## Classificació
La insuficiència respiratòria pot ser classificada en dos tipus: insuficiència respiratòria parcial o hipoxèmia, caracteritzada per una PaO₂ menor de 60 mm Hg amb una PaCO₂ normal o baixa, i insuficiència respiratòria global o hipercàpnica. Segons el temps d'instauració, la insuficiència respiratòria pot ser aguda, crònica o crònica reaguditzada. La insuficiència respiratòria es classifica en 4 tipus.

### Tipus 1
La insuficiència respiratòria tipus 1 està caracteritzada per un baix nivell d'oxigen en la sang (hipoxèmia) (PaO2) < 60 mmHg amb un nivell de diòxid de carboni (PaCO2) en la sang normal (normocàpnia) o baix (hipocàpnia).
El defecte fonamental en la insuficiència respiratòria tipus 1 és la falla en l'oxigenació caracteritzada per:
| PaO2   | disminuïda < 60 mm Hg          |
| PaCO2  | normal o disminuïda < 50 mm Hg |
| PA-aO2 | augmentada                     |
La insuficiència respiratòria tipus I és causada per condicions que afecten l'oxigenació i, per tant, provoquen una disminució d'oxigen en la sang per sota dels nivells normals. Aquestes inclouen:
- Sota oxigen ambiental (per exemple, a gran altitud).[6]
- Desajustament ventilació-perfusió (parts del pulmó reben oxigen però no prou sang per a absorbir-lo, per exemple, embòlia pulmonar, síndrome de dificultat respiratòria aguda, malaltia pulmonar obstructiva crònica, insuficiència cardíaca congestiva.[6]
- Hipoventilació alveolar (disminució del volum minut respiratori a causa de la reducció de l'activitat muscular respiratòria, per exemple, en malaltia neuromuscular aguda); aquesta forma també pot causar insuficiència respiratòria tipus 2 si és greu.
- Problema de difusió (l'oxigen no pot ingressar als capil·lars a causa d'una malaltia parenquimàtica, per exemple, en pneumònia o SDRA).
- Xunt de dreta a esquerra (la sang oxigenada es barreja amb sang no oxigenada del sistema venós, per exemple, malformació arteriovenosa, atelèctasi completa, pneumònia greu, edema pulmonar greu).

### Tipus 2
Hipoxèmia (PaO2 <8kPa o normal) amb hipercàpnia (Paco2 >6.0kPa).
El defecte bàsic en la insuficiència respiratòria tipus 2 es caracteritza per:
| PaO2   | disminuïda < 60 mm Hg o normal |
| PaCO2  | augmentada > 50 mm Hg          |
| PA-aO2 | normal                         |
| pH     | <7.35                          |

La insuficiència respiratòria tipus 2 és causada per una ventilació alveolar inadequada; tant l'oxigen com el diòxid de carboni es veuen afectats. Es defineix com l'acumulació de nivells de diòxid de carboni (PaCO2) que ha estat generat pel cos, però no pot ser eliminat. Les causes subjacents inclouen:
- Resistència augmentada en les vies respiratòries (malaltia pulmonar obstructiva crònica, asma, asfíxia)
- Esforç respiratori reduït (efectes de medicaments, lesió del tronc encefàlic, obesitat extrema)
- Disminució de l'àrea del pulmó disponible per a l'intercanvi gasós (com en bronquitis crònica)
- Problemes neuromusculars (síndrome de Guillain–Barré,[7] malaltia de la motoneurona)
- Deformitats (cifoescoliosis), rigidesa (espondilitis anquilosant) o tòrax inestable.[7]

### Tipus 3
La insuficiència respiratòria tipus 3 és un tipus d'insuficiència respiratòria tipus 1, amb disminució de PaO2 (hipoxèmia) i PaCO2 normal o disminuïda. No obstant això, a causa de la seva prevalença, se li ha donat la seva pròpia categoria. La insuficiència respiratòria tipus 3 sovint es coneix com a insuficiència respiratòria peroperatòria, perquè es distingeix per ser una insuficiència respiratòria tipus 1 que està específicament associada amb una operació, procediment o cirurgia.
La fisiopatologia de la insuficiència respiratòria tipus 3 sovint inclou atelèctasi pulmonar, que és un terme utilitzat per a descriure el col·lapse de les unitats funcionals del pulmó que permeten l'intercanvi gasós. Pel fet que l'atelèctasi ocorre amb freqüència en el període peroperatori, aquesta forma també es diu insuficiència respiratòria peroperatòria. Després de l'anestèsia general, la disminució de la capacitat residual funcional porta al col·lapse de les unitats pulmonars dependents.

### Tipus 4
La insuficiència respiratòria tipus 4 ocorre quan les demandes metabòliques (oxigen) superen el que el sistema cardiopulmonar pot proporcionar. Sovint resulta de la hipoperfusió dels músculs respiratoris, com en pacients amb xoc, com el xoc cardiogènic o el xoc hipovolèmic. Els pacients en xoc sovint experimenten dificultat respiratòria a causa d'edema pulmonar (per exemple, en xoc cardiogènic). L'acidosi làctica i l'anèmia també poden donar com a resultat insuficiència respiratòria tipus 4. No obstant això, els tipus 1 i 2 són els més àmpliament acceptats.

## Fisiopatologia

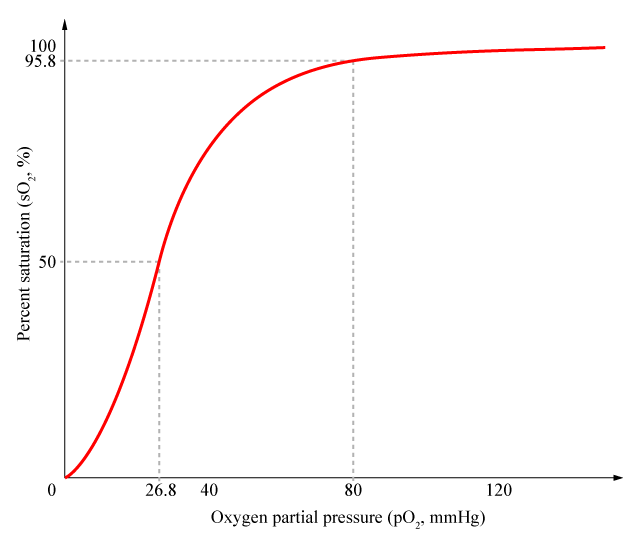
Corba de dissociació de l'hemoglobina, depenent de la saturació d'oxigen.

L'elecció de 60 mmHg de PaO₂ com a llindar per al diagnòstic d'insuficiència respiratòria està basat en la forma de la curvatura de dissociació de l'hemoglobina en la qual, per damunt d'aquest nivell, la saturació d'oxigen es manté alta i estable. No obstant això, per sota d'aquest nivell qualsevol reducció mínima pot generar una disminució notable de la saturació d'oxigen.

## Tractament

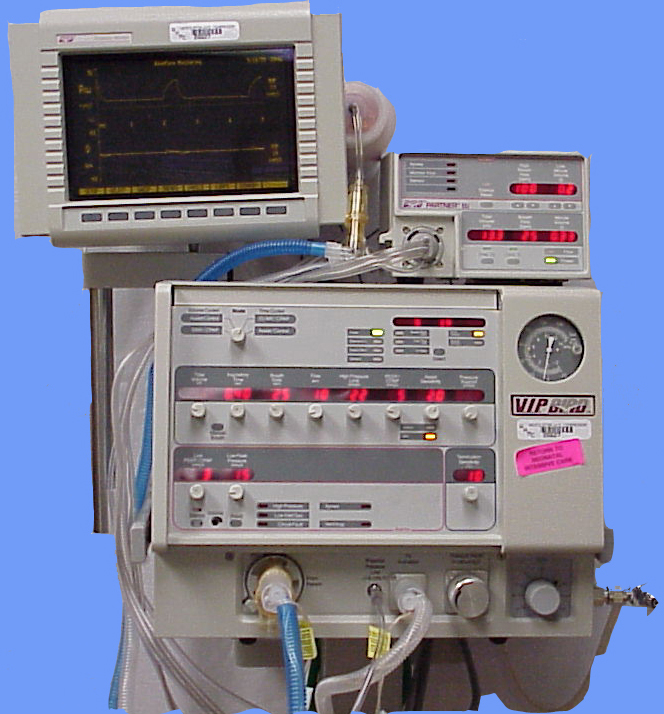
Ventilador mecànic

És necessari el tractament de la causa subjacent, si és possible. El tractament de la insuficiència respiratòria aguda pot incloure medicació com ara broncodilatadors (per a la malaltia de les vies respiratòries), antibiòtics (per a infeccions), glucocorticoides (per a nombroses causes) o diurètics (per als edemes pulmonar). La insuficiència respiratòria resultant d'una sobredosi d'opioides pot tractar-se amb naloxona com a antídot. En canvi, la majoria de les sobredosis de benzodiazepines no es beneficien del seu antídot, el flumazenil. La terapia respiratoria / fisioterapia respiratoria pot ser beneficiosa en alguns casos d'insuficiència respiratòria.
La insuficiència respiratòria de tipus 1 pot requerir oxigenoteràpia per aconseguir una saturació d'oxigen adequada. La manca de resposta a l'oxigen pot indicar altres modalitats com per exemple teràpia d'alt flux humidificat calent, pressió positiva contínua a la via aèria o (si és greu) intubació endotraqueal i ventilació mecànica.
La insuficiència respiratòria de tipus 2 sol requerir ventilació no invasiva (VNI) si la teràpia mèdica no pot millorar la situació. De vegades està indicada la ventilació mecànica de forma immediata o d'una altra manera si falla la ventilació no invasiva. Els estimulants respiratoris com el doxapram s'utilitzen actualment de forma minoritària.
Hi ha proves provisionals que en aquells amb insuficiència respiratòria identificada abans de l'arribada a l'hospital, la pressió positiva contínua a les vies respiratòries pot ser útil quan s'inicia abans del trasllat a l'hospital.

## Causes
La insuficiència respiratòria pot ser de causa broncopulmonar (asma, malaltia pulmonar obstructiva crònica, bronquiolitis. pneumònia), pleural (pneumotòrax, hemotòrax) o cardíaca; en aquest últim cas s'anomena insuficiència cardiorespiratòria, i sovint provoca un edema pulmonar.
Altres causes poden ser la fatiga a causa de la taquipnea perllongada en l'acidosi metabòlica; una intoxicació per medicaments (per exemple, morfina, benzodiazepines, alcohol) que inhibeixen la respiració o una malaltia neurològica.